# 周常 (永樂進士)
周常（1383年—？），字茂永，直隸鳳陽府定遠縣在城第四圖人，明朝政治人物。進士出身。

## 生平
應天府鄉試二十八名。永樂十年（1412年）壬辰科會試二十六名，殿試登進士第三甲第二十七名。

## 家族
曾祖周文昌。祖父周一清。父亲周子敏。